# 小堀進 (茶道)
小堀 進（こぼり すすむ、1886年 - 1953年9月10日）は、茶道小堀遠州流第14世家元。号は「宗忠」。宣仁親王妃喜久子の茶道師範として活躍した他、大日本遠州会を創立し、小堀遠州の茶道の継承に尽力した。

## 生涯
東京に生まれる。
兄である第13世小堀政孝（宗博）が死去したことにより家元を継ぐ。大日本遠州会を創立した。
宣仁親王妃喜久子の茶道師範を務めたほか、華道や盆石にも通じた。